# Telemarketing
Telemarketingul este o formă de marketing care presupune contactul telefonic direct al potențialului client de către agentul de vânzări.
Fiind considerată de mulți ca fiind o formă de marketing agresiv, există și reacții de limitare a acestei forme de marketing.
În Statele Unite, lista „Do Not Call”, a fost creată în anul 2003 și este administrată de Federal Trade Commission.
La începutul anului 2007, peste 137 de milioane de numere de telefon erau deja trecute pe „lista neagră” a marketerilor.
Americanii pot adresa solicitări telefonice sau prin email către donotcall.gov pentru a fi „scutiți” de apeluri nedorite.
Înregistrarea pe această listă este valabilă 5 ani, după care e nevoie de o prelungire a înscrierii.